# Aethes flava
Aethes flava es una especie de polilla del género Aethes, categorizada en la tribu Cochylini, de la subfamilia Tortricinae.

## Distribución
Se distribuye por Rusia.

## Taxonomía
Fue descrita por Kuznetzov en 1970 y publicada en (Lozopera), Ent. Obozr. 49: 451.